# Nicolai Kornerup
Nicolai Kornerup (født 5. august 1981 i København) er dansk pianist, accordeonist, komponist, musikproducer og arrangør.

## Biografi
Nicolai Kornerup har arbejdet med Kwamie Liv, som pianist, producer og sangskriver. Deres fortolkning af Kim Larsens "Pianomand" er med i DR dokumentaren Kim Larsen - Folkets Sanger, og den blev ligeledes fremført på Rådhuspladsen ved optagelsen af Som et strejf af en dråbe – Danmark synger farvel til Kim Larsen.
Nicolai Kornerup er accordeonist og komponist i det danske klezmerband Mames Babegenush. Han Modtog i 2018 Carl Prisen for Årets komponist, i genren Roots, for albummet ”Mames Babegenush with Strings”.
I forbindelse med Dronning Margrethe II's 50 års regeringsjubilæum optrådte cellist Live Johansson og pianist Nicolai Kornerup i Landstingssalen i Folketinget. De spillede et stykke ved navn Vårsøg, som er skrevet af norske Henning Sommerro i 1971 efter et digt af Hans Hyldbakk skrevet i foråret 1945. 

## Familie
Nicolai Kornerup er tipoldebarn til den danske maler Valdemar Kornerup.

## Diskografi
| År   | Artist                         | Album                              | Rolle                      | Label                            |
| ---- | ------------------------------ | ---------------------------------- | -------------------------- | -------------------------------- |
| 2024 | Nicolai Kornerup & LiveStrings | Marie & Carl                       | Artist, Komponist          |                                  |
| 2022 | Nicolai Kornerup               | Circles                            | Artist, Komponist          |                                  |
| 2021 | Rasmus Walter                  | Oceaner af tid                     | Producer                   | Playground Music                 |
| 2021 | Soleima & LiveStrings          | Reworks of Powerslide              | Producer, Arrangør         | Atlantic Records                 |
| 2021 | Sys Bjerre                     | Lad Os Lave Noget Smukt Før Vi Dør | Arrangør (strygeorkester)  | Playground Music                 |
| 2020 | Baal                           | The Quit Sessions                  | Engineer                   |                                  |
| 2018 | Kwamie Liv                     | Lovers That Come and Go            | Producer, Komponist        | Fame Bear, Universal Music Group |
| 2018 | AyOwA                          | Farvel                             | Producer, Komponist        | Music For Dreams                 |
| 2018 | Jacob Bellens, Diverse         | Dali vol. 5                        | Arrangør (strygeorkester)  | DALI                             |
| 2017 | Mames Babegenush               | Mames Babegenush With Strings      | Artist, Komponist, Musiker | Galileo MC                       |
| 2014 | Mames Babegenush               | Mames Babegenush                   | Artist, Komponist, Musiker | Math Records                     |
| 2014 | Hannah Schneider               | Redlines                           | Producer                   | Mermaid Records                  |
| 2011 | Shanghai                       | The Priest                         | Artist, Komponist          | Sound of Copenhagen              |
| 2010 | Benjamin Koppel                | Herman D. Koppel 100 Years         | Artist, Musiker            | Cowbell Music                    |
| 2009 | Mames Babegenush               | Klezmer Killed The Radiostar       | Artist, Komponist, Musiker | Calibrated                       |

| År   | Artist                         | Sangtitel                                       | Rolle               | Label                            |
| ---- | ------------------------------ | ----------------------------------------------- | ------------------- | -------------------------------- |
| 2024 | Nicolai Kornerup               | The Absent                                      | Artist, Komponist   |                                  |
| 2021 | Hannah Schneider               | We Will Be the Only Sound in the World          | Producer, Komponist | Midnight Confessions             |
| 2021 | Kwamie Liv                     | Take it Back (I Want More)                      | Producer, Komponist | Fame Bear, Universal Music Group |
| 2021 | Per Vers                       | Grav Din Egen Grav                              | Producer, Komponist | Mixed Ape, Playground Music      |
| 2021 | The Minds of 99                | Emil                                            | Musiker             | No. 3                            |
| 2021 | Rasmus Walter, Thomas Dybdahl  | Gaderne Er Tomme                                | Producer            | Playground Music                 |
| 2021 | Simon Og Marcus                | Used To Be The Shit - X Factor Denmark 2021     | Producer            | Universal Music Group            |
| 2020 | Kwamie Liv                     | 17                                              | Producer, Komponist | Fame Bear, Universal Music Group |
| 2020 | Freja Kirk                     | How Many Rivers                                 | Producer            | One Seven Music                  |
| 2020 | Alma Agger                     | The Last Dance - X Factor Denmark 2020          | Producer            | Sony Music                       |
| 2020 | Mathilde Caffey                | Karma Is A Bitch - X Factor Denmark 2020        | Producer            | Sony Music                       |
| 2020 | Emil Wismann                   | Selvmord På Dansegulvet - X Factor Denmark 2020 | Producer            | Sony Music                       |
| 2020 | Kwamie Liv                     | Jeg Drømmer Om En Sang (Toppen af Poppen)       | Arrangør            | Sony Music                       |
| 2019 | Malte Ebert                    | Christmas Without You                           | Arrangør            | Universal Music Group            |
| 2019 | Kristian Kjærlund              | Lost & Profound - X Factor Denmark 2019         | Producer, Komponist | Sony Music                       |
| 2019 | Kwamie Liv                     | All The Other Boys                              | Producer            | Fame Bear, Universal Music Group |
| 2018 | Kwamie Liv                     | New Boo                                         | Producer, Mixer     | Fame Bear, Universal Music Group |
| 2018 | Place On Earth                 | Young - X Factor Denmark 2019                   | Producer, Komponist | Sony Music                       |
| 2014 | Trentemøller, Mames Babegenush | People from the Past, People from the Future    | Komponist           | Math Records                     |

## Eksterne Henvisninger
- Nicolai Kornerup på DR musik
- Nicolai Kornerup på Allmusic
- Nicolai Kornerup på Discogs
- Nicolai Kornerup på MusicBrainz
- Officiel Hjemmeside
- Mames Babegenush Hjemmeside